# اتحادیه اخائیه
اتحادیه اخائیه کنفدراسیونی از کشورها و شهرستان‌های یونانی بود. علت نام‌گذاری این اتحادیه به این نام، محل حکومت آن بود که در مکانی به نام اخائیه یا آخیا در مناطق شمالی و مرکزی پلوپونز بوده‌است. دوره حکومت اتحادیه اخائیه بین سال ۱۴۶ و ۲۸۰ پیش از میلاد بوده‌است.
سپاه اتحادیه اخائیه متشکل از سربازانی سنتی از نوع هوپلیت بوده‌است.

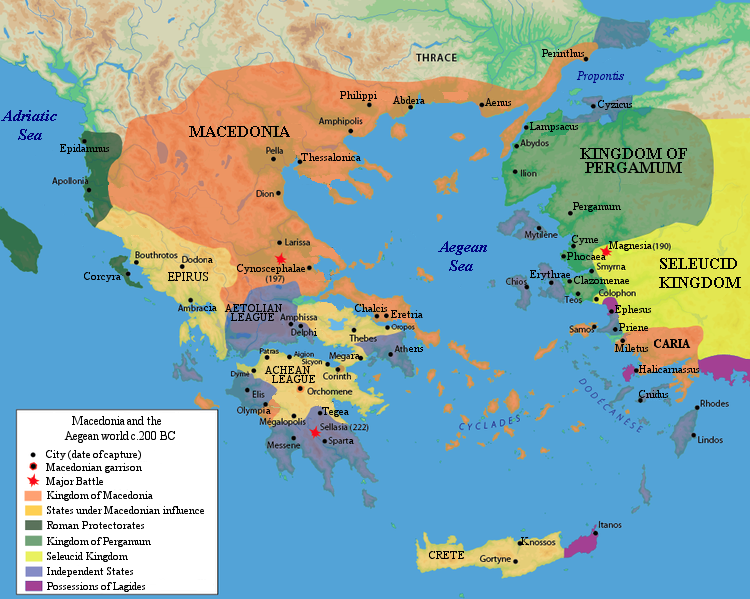
نقشه سرزمین‌های اتحادیه اخائیه در حدود سال ۲۰۰ پیش از میلاد (به استثنای بوِتیا)